# دیشینا
دیشینا (به چکی: Dýšina) یک منطقهٔ مسکونی در جمهوری چک است که در ناحیه پلزن-سیتی واقع شده‌است. دیشینا ۱۰٫۳۷ کیلومتر مربع مساحت و ۱٬۸۲۵ نفر جمعیت دارد و ۳۶۱ متر بالاتر از سطح دریا واقع شده‌است.